# Sao Hư

Bản đồ Hư Tú

Sao Hư, Hư Tú (chữ Hán: 虚宿/虛宿, bính âm: Xū Xiù) hay Hư Nhật Thử (chữ Hán: 虛日鼠) là một trong hai mươi tám chòm sao Trung Quốc cổ đại (nhị thập bát tú). Nó là chòm sao thứ tư trong 7 chòm sao thuộc về Huyền Vũ ở phương Bắc.

## Các sao
Sao Hư có 10 mảng sao với 34 sao như sau: 
| Tên Hán-Việt    | Chữ Hán | Ý nghĩa                                                  | Chòm sao hiện đại    | Số sao | Tên sao |
| --------------- | ------- | -------------------------------------------------------- | -------------------- | ------ | --- |
| Hư              | 虛      | Hư không, hư hỏng hoặc quan phụ trách xử lý tang lễ.     | Bảo Bình, Tiểu Mã    | 2      | β Aqr (Sadalsuud), α Equ (Kitalpha).                                                                       |
| Tư Mệnh         | 司命    | Thần chủ quản xử phạt tội lỗi, giảm tuổi thọ hay hồn ma. | Bảo Bình             | 2      | 24 Aqr, 26 Aqr.                                                                                            |
| Tư Lộc          | 司祿    | Thần chủ quản thưởng tước lộc và tăng tuổi thọ.          | Bảo Bình/Phi Mã      | 2      | 11 Peg, 25 Aqr.                                                                                            |
| Tư Nguy         | 司危    | Thần chủ quản an nguy.                                   | Tiểu Mã              | 2      | β Equ, 9 Equ.                                                                                              |
| Tư Phi          | 司非    | Thần chủ quản thị phi (đúng sai), tội lỗi.               | Tiểu Mã              | 2      | γ Equ, δ Equ.                                                                                              |
| Khốc            | 哭      | Khóc to.                                                 | Bảo Bình/Ma Kết      | 2      | μ Cap, 38 Aqr.                                                                                             |
| Khấp            | 泣      | Khóc không ra tiếng.                                     | Bảo Bình             | 2      | ρ Aqr, θ Aqr (Ancha).                                                                                      |
| Thiên Lũy Thành | 天壘城  | Công sự phòng ngự trên trời.                             | Bảo Bình/Ma Kết      | 13     | ξ Aqr (Bunda), 46 Cap, 47 Cap, λ Cap, 50 Cap, 18 Aqr, 29 Cap, 9 Aqr, 8 Aqr, ν Aqr, 14 Aqr, 17 Aqr, 19 Aqr. |
| Bại Cữu         | 敗臼    | Cối giã gạo hư hỏng.                                     | Nam Ngư/Thiên Hạc    | 4      | γ Gru (Aldhanab), λ Gru, γ PsA, 19 PsA.                                                                    |
| Li Du           | 離瑜    | Ngọc trang sức trên áo phụ nữ.                           | Nam Ngư/Hiển Vi Kính | 3      | Không rõ, ε Mic, 5 PsA.                                                                                    |

### Sao bổ sung
| Mảng sao        | +1       | +2         | +3     | +4     | +5     | +6     | +7     | +8     | Ghi chú |
| --------------- | -------- | ---------- | ------ | ------ | ------ | ------ | ------ | ------ | ------- |
| Hư              | λ Equ    | 4 Equ      | 3 Equ  | ε Equ  | 15 Aqr | 16 Aqr | 21 Aqr | 20 Aqr |         |
| Tư Phi          | 6 Equ    | δ Del      | 6 Equ  |        |        |        |        |        |         |
| Khốc            | 42 Cap   | 44 Cap     | 45 Cap | 37 Cap |        |        |        |        |         |
| Khấp            | 30 Aqr   | 36 Aqr     |        |        |        |        |        |        |         |
| Li Du           | γ Mic    | HIP 104174 | 6 PsA  |        |        |        |        |        |         |
| Thiên Lũy Thành | Không rõ | ν Aqr      |        |        |        |        |        |        |         |
| Bại Cữu         | β PsA    |            |        |        |        |        |        |        |         |